# Новосёловка (Балаклейский район)
Новосёловка (укр. Новоселівка) — посёлок в Веселовском сельском совете Балаклейского района Харьковской области Украины.
Код КОАТУУ — 6320286204. Население по переписи 2001 года составляет 214 (96/118 м/ж) человек.
В селе есть молочно-товарная ферма.

## Географическое положение
В 2 км от села Новосёловка находятся села Сухой Яр и Родной Край.
Через село протекает пересыхающий ручей, на котором сделано несколько запруд. Ручей через 10 км впадает в реку Волосская Балаклейка.